# The 69 Eyes
The 69 Eyes es una banda finlandesa de rock gótico formada en Helsinki a principio de la década de los 90.

## Estilo musical
Comenzaron originalmente como una banda de sleaze rock, influenciada por bandas como The Stooges, MC5, The Dictators o New York Dolls, pero en álbumes posteriores, sobre todo a partir del álbum Wasting the Dawn, fueron influenciados por el metal gótico practicado por bandas como Type O Negative. En su canción "Devils" ya se notaba un discreto cambio de ritmos y tiempos que marcaban el lado más "fuerte" de la banda, que a diferencia de canciones como "30","Hand of God" y "Nothing on you" entre otras, se marcaba un poco más el lado metal que ya venía incorporado en menor medida desde discos como "Wasting the Dawn" y "Blessed Be".Ya en el disco "Angels" se notaba un cambio que a los fanáticos de The 69 Eyes, seguidores de su particular Rock/Metal Gótico, no agradaba mucho. Posterior a este disco se produce un conflicto musical y un cambio radical en el grupo, en busca de un sonido diferente y más adecuado a los gustos de los integrantes, optando por un sonido un poco más comercial y pasando de ser la banda Rock/Metal Gótico con éxitos como "Gothic Girl" o "Dance D' Amour",a ser un grupo autodenominado "Goth & roll", donde gran parte de los fans decidieron no seguir la banda. Comercialmente han sido conocidos siendo presentados por la mismísima Elvira en el videoclip de su canción "Red".

## Historia de la banda

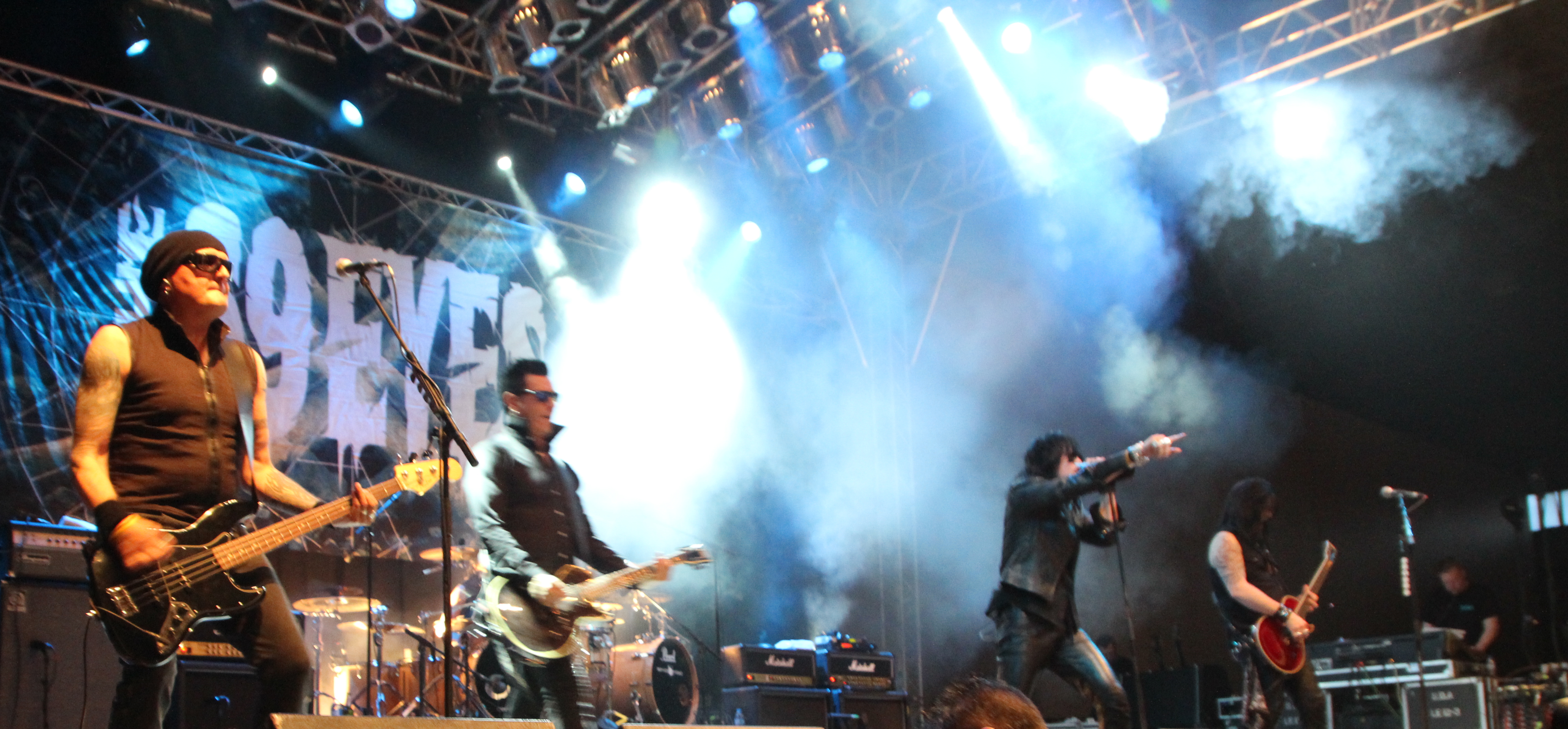
Wave-Gotik-Treffen (2013)

La banda lanzó su primer sencillo, Sugarman, en 1990, que dio paso a su primer álbum, Bump 'n' Grind, en 1992. Le siguieron los álbumes Motor City Resurrection en 1994, Savage Garden en 1995, y Wrap Your Troubles in Dreams en 1997. Todos ellos fueron publicados sólo en Finlandia por el sello Gaga Goodies/Poko Records. En 1995 publicaron el recopilatorio Motor City Resurrection, publicado originalmente sólo en Japón, que contenía canciones propias así como versiones de otros grupos como The Stooges o G.G. Allin. Este álbum fue reeditado en 2005 con 8 canciones más, casi todas versiones de otras bandas publicadas en discos tributos a otros artistas, como New York Dolls, The Dictators o Misfits.
En 1999, Wasting the Dawn fue lanzado internacionalmente por Roadrunner Records. El vídeo del sencillo «Wasting the Dawn», en el que colaboran con Ville Valo, cantante de HIM, rinde tributo a Jim Morrison, de The Doors.
La primavera del 2000 trajo consigo el sencillo «Gothic Girl», que duró meses en las listas de éxitos de Finlandia, procurando a la banda su primer disco de oro. Después de grabar su disco Blessed Be, que permaneció durante un mes en las listas de los discos más vendidos de su país, la banda realizó una gira por Alemania que incluyó una presentación en el festival M'era Luna. La banda fue apoyada por la banda noruega Zeromancer. 
En 2002, la banda lanzó su disco más exitoso hasta el momento, Paris Kills. Este disco estuvo durante semanas en el número uno de los más vendidos en Finlandia y se convirtió en disco de oro en tan solo un mes. Después de una gran gira por toda Finlandia y parte de Europa, la banda lanzó su DVD, Helsinki Vampires, que contenía una actuación en vivo de la banda, grabada en el club Tavastia, en Helsinki, y varios videoclips.
A finales de 2003, The 69 Eyes firmaron un contrato con EMI Finlandia, con el que publicaron su siguiente álbum, Devils,
en 2004. Llegó a disco de oro en Finlandia y les supuso una gira por el Reino Unido como teloneros de Wednesday 13. Este álbum fue el primero en ser publicado en los Estados Unidos y el sencillo «Lost Boys» se convirtió en un éxito, siendo el videoclip dirigido por Bam Margera.
En 2005 tocaron en casi cien conciertos en quince países diferentes, entre ellos el Live n' Louder Festival en la Ciudad de México, junto a Nightwish, Therion y Rage y en 2006 realizaron la primera gira por los Estados Unidos.
En 2007 la banda publicó su álbum Angels, realizando giras para promocionarlo, y a principios de 2008 lanzó su primer disco en directo, Hollywood Kills, grabado el 24 de marzo de 2006 en el pub californiano Whiskey A Go Go, de Sunset Boulevard en Hollywood.
En 2013 realizan de forma exclusiva para Itunes un sencillo del tema "Rosary Blue" con la invitada especial Kat Von D de L.A. ink y ex- Miami Ink Tattoo.

## Miembros
- Archize (Arto Ojajärvi) – Bajo
- Bazie (Pasi Moilanen) – Guitarra
- Jussi 69 (Jussi Vuori) – Batería
- Jyrki 69 (Jyrki Linnankivi) – voz
- Timo-Timo (Timo Pitkänen) – Guitarra

## Discografía

### Álbumes de estudio
- Bump'n'Grind (1992)
- Motor City Resurrection (1994)
- Savage Garden (1995)
- Wrap Your Troubles in Dreams (1997)
- Wasting the Dawn (1999)
- Blessed Be (2000)
- Paris Kills (2002)
- Devils (2004)
- Angels (2007)
- Back In Blood (2009)
- X (2012)
- Universal Monsters (2016)
- West End (2019)
- Death Of Darkness (2023)

### Otros
- Framed in Blood - The Very Blessed of the 69 Eyes (recopilatorio) (2003)
- Hollywood Kills (disco en vivo) (2008)
- Goth'n'Roll (recopilatorio) (2008)